# 21-ша окрема бригада охорони громадського порядку (Україна)
21-ша окрема бригада охорони громадського порядку імені Петра Калнишевського (21 ОБрОГП, в/ч 3011) — військове з'єднання Національної гвардії України. Дислокується переважно в Кривому Розі, має підрозділ в Кропивницькому. Перебуває у складі Центрального оперативно-територіального об'єднання.
Підрозділи бригади брали участь у бойових діях війни на сході України.
Бригада носить ім'я Петра Калнишевського — останнього кошового отамана Запорозької Січі.

## Історія
Після відновлення незалежності України сформований наказом КНГУ від 2 січня 1992 р. на базі 25-го окремого спеціального моторизованого батальйону міліції Внутрішніх військ СРСР (в/ч 5445), сформовано як 6-й полк (в/ч 4106) 2-ї Східної дивізії Національної гвардії України.
В 1995 році згідно з Указом Президента України від 20 січня та наказом командувача НГУ від 26 січня 6-й полк підпорядковано Внутрішнім військам МВС України, де він став 21-ю окремою спеціальною моторизованою бригадою міліції (в/ч 3011).

### Російсько-українська війна
2014 року бригада була перейменована і увійшла до складу новоствореної Національної гвардії України. Брала участь у бойових діях на Сході України, зокрема, у визволенні Лисичанська від російсько-терористичних формувань в липні 2014.
Указом Президента України від 23 серпня 2018 року № 240/2018 бригаді присвоєне почесне найменування «імені Петра Калнишевського».
У лютому 2022 році активно брали участь в обороні та охороні міста Кривий Ріг. Коли ворог відійшов від міста разом із ЗСУ перейшли до наступальних дій на Херсонському напрямку.
У квітні 2024 року в районі селища Урожайне бійці бригади взяли в полон російського морпіха 

## Структура
- 1-й патрульний батальйон;
- 2-й патрульний батальйон (м. Кривий Ріг);
- 3-й стрілецький батальйон (КЕОП та ОГП) (м. Кропивницький)[5];
- батальйон оперативного призначення;
- батальйон бойового забезпечення;
- мінометна батарея;
- рота безпілотних систем[6];
- медичний пункт.

## Командування
- (2001—2011) полковник Голяков Олександр Леонідович[7].
- (2011—2014) полковник Радієвський Олександр Віталійович, загинув в бою.
- (2014-2015) полковник Приходько Андрій Володимирович
- (2015-2018) полковник Мельник В'ячеслав Михайлович[8]
- (2018-2019) полковник Аленін Олександр Геннадійович[9]
- (2019-ц.р.) полковник Білоусов Володимир

## Втрати
- Радієвський Олександр Віталійович, генерал-майор, командир військової частини, загинув 23 липня 2014 року.
- Сніцар Павло Леонідович, полковник, командир батальйону, загинув 23 липня 2014 року.
- Коцяр Ігор Олександрович, солдат, стрілець, загинув 23 липня 2014 року.
- Свірський Олександр Миколайович, солдат, загинув 12 березня 2016 року.
- Петренко Анатолій Сергійович, майор, командир батальйону, загинув 12 серпня 2016 року[10].
- Людмила Усенко загинула 8 травня 2022 році на Азовсталі.
- Повалій Роман («Ромео») — помер 3 квітня 2023 року[11].
- Павелко Іван Валерійович, майстер-сержант, загинув 7 грудня 2024 року під Новоторецьком[12]